# Espírito Santo do Pinhal
Espírito Santo do Pinhal é um município brasileiro do estado de São Paulo. Está a uma altitude de 870 metros e sua população, conforme estimativas do IBGE de 2024, era de 40 681 habitantes.

## História
Espírito Santo do Pinhal foi fundada em 1849, após disputas por terras com tiroteios e ameaças entre os envolvidos, por Romualdo de Sousa Brito, feitor natural de Mogi das Cruzes que, tendo trabalhado em Mogi Mirim, veio para a região da Fazenda do Pinhal em 1826.
As terras dessa cidade pertenciam à referida Fazenda do Pinhal, antiga Sesmaria. Tratava-se de uma enorme fazenda dominada pela árvore araucária, nascentes e florestas exuberantes.
Em 1902 o município participou da chamada Revolta de Ribeirãozinho, movimento conservador que ocorreu na cidade de Ribeirãozinho (hoje Taquaritinga), em São Paulo, e que tinha como objetivo fundamental a restauração da monarquia e a coroação de Dom Luiz de Orleans e Bragança.

### Formação territorial-administrativa
Histórico da formação do município:
- Capela de Espírito Santo do Pinhal erigida em 13/02/1850.
- Freguesia criada no município de Moji-Mirim pela Lei nº 3, de 24/03/1860.
- Vila criada pela Lei nº 17, de 09/04/1877.
- Recebe foros de cidade pela Lei nº 14, de 10/03/1883.

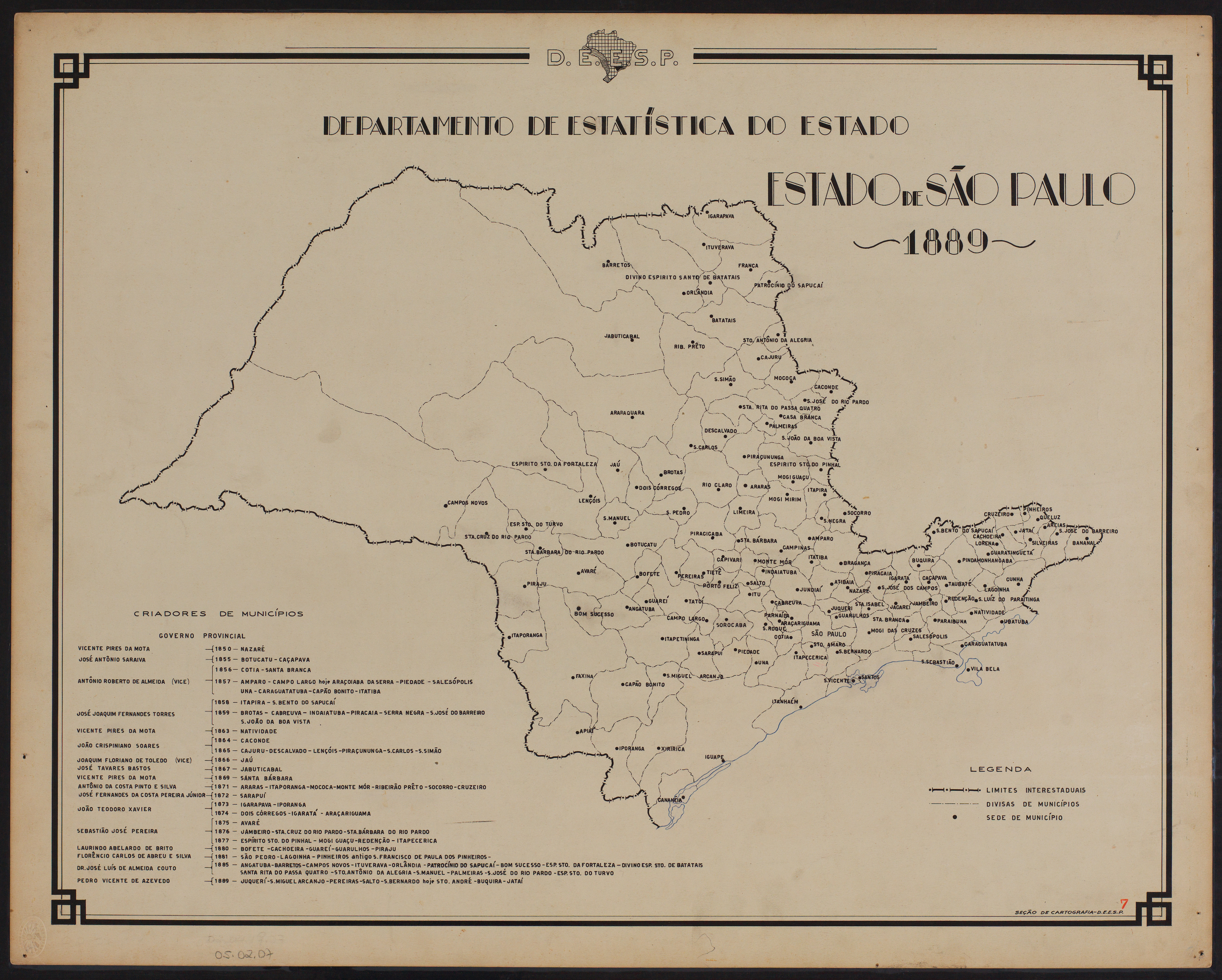
Estado de São Paulo (1889).

- Denominação alterada para Pinhal pelo Decreto nº 9.775, de 30/11/1938.
- Denominação alterada para Espírito Santo do Pinhal pela Lei nº 609, de 17/12/1974.[10]

## Geografia
- Área total: 389,421 km²
- Área Urbana: 12,6 km²
- Marco zero - Praça da Independência

### Relevo
O município situa-se num planalto elíptico, com área aproximada de 785 km², altitude média de 900 m e campos suavemente ondulados.
- Altitude média: 785 metros
- Altitude da sede Paço Municipal da Prefeitura: 850 metros
- Altitude de maior elevação: 1.305 metros
- Altitude de menor: 688 metros

Possui uma área de 389,421 km².

### Clima
O clima é tropical de altitude ou subtropical com inverno seco (Köppen: Cwa), com temperatura média mínima de 13,7 °C e máxima de 26,2 °C. O verão é fresco e úmido, com temperaturas entre 16 e 26 °C, com picos de máxima de 33 °C e mínimas podendo chegar a 12 °C. A primavera começa seca e termina úmida, sendo essa a estação mais oscilatória em questões de temperatura, sendo que podemos registrar mínimas em torno de 0 °C e máximas que podem chegar em raros casos a 33 °C. No outono começa ligeiramente úmido e fica seco com o passar das semanas. Março e abril podem registrar ainda picos de 28 °C e mínimas superiores a 14 °C, algo que fica mais raro com a proximidade de maio, onde as máximas raramente superam os 25 °C e as mínimas poucas vezes atingem os 10 °C. No outono podemos ter mínimas que chegam a 2 °C em maio e 0 °C em Junho e máximas baixas, que às vezes são menores que 12 °C, ou altas, principalmente no início da estação. O inverno é seco, mas a entrada de frentes frias não são raras. As temperaturas máximas ficam em torno de 18-23 °C em junho e julho, e as tardes acontecem  raros casos não passam de 10 °C.
- Clima: Tropical de Altitude ou subtropical com inverno seco
- Temperatura Média anual: 20,0 °C[11]
- Temperatura Média Mínima anual: 13,7 °C
- Temperatura Média máxima anual: 26,2
- Chuvas anuais: de 1.450 mm
- Dias de geada média anual:4

### Rodovias
- SP-342 Rodovia Governador Doutor Adhemar Pereira de Barros, Mogi Guaçu-São João da Boa Vista . Trata-se da rodovia de maior importância para a cidade.
- SP-346 Marcello de Oliveira Borges, Engenheiro, Rodovia De - até: SP-342 (Espírito Santo do Pinhal) - Divisa Minas Gerais Andradas.

### Principais vias
- Avenida Romualdo de Souza Brito
- Avenida Washington Luís
- Avenida dos Trabalhadores
- Avenida Oliveira Motta
- Avenida Prefeito Lessa
- Rua Arthur Vergueiro
- Rua José Bonifácio (Rua Direita)
- Rua Barão de Motta Paes

## Demografia

### População
| Crescimento populacional                             | Crescimento populacional | Crescimento populacional | Crescimento populacional |
| Ano                                                  | População Total          |                          | %±                       |
| ---------------------------------------------------- | ------------------------ | ------------------------ | ------------------------ |
| 1890                                                 | 12 829                   |                          | —                        |
| 1900                                                 | 17 957                   |                          | 40,0%                    |
| 1910                                                 | 27 562                   |                          | 53,5%                    |
| 1920                                                 | 30 659                   |                          | 11,2%                    |
| 1925                                                 | 34 670                   |                          | 13,1%                    |
| 1929                                                 | 42 513                   |                          | 22,6%                    |
| 1934                                                 | 31 927                   |                          | −24,9%                   |
| 1937                                                 | 34 132                   |                          | 6,9%                     |
| 1940                                                 | 32 717                   |                          | −4,1%                    |
| 1946                                                 | 33 364                   |                          | 2,0%                     |
| 1950                                                 | 28 805                   |                          | −13,7%                   |
| 1958                                                 | 27 730                   |                          | −3,7%                    |
| 1960                                                 | 25 720                   |                          | −7,2%                    |
| 1970                                                 | 27 299                   |                          | 6,1%                     |
| 1980                                                 | 33 359                   |                          | 22,2%                    |
| 1991                                                 | 37 178                   |                          | 11,4%                    |
| 2000                                                 | 40 480                   |                          | 8,9%                     |
| 2010                                                 | 41 907                   |                          | 3,5%                     |
| 2022                                                 | 39 816                   |                          | −5,0%                    |
| Est. 2024                                            | 40 681                   | [ 12 ]                   | 2,2%                     |
| Fontes: Censos Demográficos IBGE e Estimativas SEADE |                          |                          |                          |

### Dados demográficos
Dados do Censo de 2010
- População
  - Urbana: 37.254 (88,7%)
  - Rural: 4.665 (11,3%)
  - Homens: 20.515
  - Mulheres: 21.406
  - Total da população: 41.919
- Densidade demográfica Urbana: 3.104 hab/km²
- Densidade demográfica Rural: 12 hab/ hab/km²
- IDHM 2010: 0,787[17]

Classe Social
- Classe Média: A, B e C: 85,1%
- Classe Pobre: D e E: 14,9%

## Infraestrutura

### Comunicações
O sistema de telefones automáticos foi inaugurado na cidade em 1959 pela Telefônica Pinhal. Já o sistema de discagem direta à distância (DDD) foi implantado em 1978 pela Telecomunicações de São Paulo (TELESP) com o código de área (0196).
Na década de 90 o código DDD da cidade foi alterado para (019), para padronização do sistema telefônico com a telefonia celular que estava sendo implantada em todo o estado.

### Educação
A cidade conta com as seguintes instituições de ensino:
- Escola Técnica Estadual Dr. Carolino da Mota e Silva, Escola Técnica Agrícola.
- Escola Estadual Professor Juca Loureiro EM.EF.
- Escola Estadual Dr. Abelardo César.
- Escola Estadual Cel. Batista Novaes.
- Escola Estadual Cardeal Leme.
- Escola Estadual Dr. Almeida Vergueiro, uma das primeiras do estado de SP.
- Escola Estadual Professora Joanna Di Felippe E.F.
- Centro Regional Universitário Espírito Santo do Pinhal - UNIPINHAL.

## Pinhalenses ilustres
- Biografias de pinhalenses

## Religião
O Cristianismo se faz presente na cidade da seguinte forma:

### Igreja Católica
- A igreja faz parte da Diocese de São João da Boa Vista.[22]

### Igrejas Evangélicas
Entre as igrejas protestantes históricas, pentecostais e neopentecostais, encontram-se na cidade:
- Assembleia de Deus Ministério do Belém.[25][26]
- Congregação Cristã no Brasil.[27]
- Igreja Presbiteriana Independente do Brasil.[28]